# María Amparo Pascual
María Amparo Pascual López (nacida el 29 de noviembre de 1944) es una bioestadista y médica cubana, reconocida principalmente por haber fundado el Centro Nacional Coordinador de Ensayos Clínicos de Cuba (CENCEC) en 1991.

## Biografía

### Formación
Pascual estudió inicialmente medicina y quiso especializarse en procedimientos quirúrgicos, pero finalmente decidió seguir una especialización en bioestadística, rama de la estadística aplicada a la biología y la medicina. Tras obtener su título, Pascual se convirtió en la primera bioestadista de Cuba.

### Carrera
En 1991 fundó el Centro Nacional Coordinador de Ensayos Clínicos de Cuba (CENCEC), un organismo de investigación e innovación tecnológica que se encarga de la evaluación clínica de productos farmacéuticos, naturales y biotecnológicos. En 2011, la Organización Mundial de la Salud acreditó el registro público cubano de ensayos clínicos, base de datos creada por el CENCEC, concluyendo que el registro se encuentra a la altura de las exigencias internacionales.
Pascual abandonó el cargo como directora del CENCEC en 2014 para empezar a desempeñarse como consultora de gestión e investigadora en el mismo centro, así como directora del Proyecto del Sistema de Evaluación de la Ética de la Investigación. También se ha desempeñado como profesora en el programa de posgrado de ensayos clínicos del Centro y de bioética en la Universidad de Ciencias Médicas de La Habana.